# Triumfetta winneckeana
Triumfetta winneckeana är en malvaväxtart som beskrevs av Ferdinand von Mueller. Triumfetta winneckeana ingår i släktet triumfettor, och familjen malvaväxter. Inga underarter finns listade i Catalogue of Life.